# De Familie Claus 2
De Familie Claus 2 is een Vlaamse-Nederlandse kerst- en familiefilm uit 2021, geregisseerd door Matthias Temmermans en met Jan Decleir en Mo Bakker in de hoofdrollen.

## Rolverdeling
| Acteur               | Personage   | Rolbeschrijving                          |
| -------------------- | ----------- | ---------------------------------------- |
| Jan Decleir          | Noël Claus  | opa                                      |
| Mo Bakker            | Jules Claus |                                          |
| Amber Metdepenningen | Noor        | zusje van Jules                          |
| Bracha van Doesburgh |             | moeder van Jules                         |
| Renée Soutendijk     |             | oma van Jules                            |
| Eva Van der Gucht    | Gunna       | hulpje meneer Claus                      |
| Josje Huisman        | Ikka        | hulpje meneer Claus                      |
| Janne Desmet         | Assa        | hulpje meneer Claus                      |
| Stefaan Degand       | Holger      | hulpje meneer Claus                      |
| Jasmina Fall         | Marie       |                                          |
| Everon Jackson Hooi  | Steven      | vader van Marie                          |
| Lauren Müller        | Tine        | Moeder van Marie                         |
| Emma Moortgat        | Caro        |                                          |
| Pommelien Thijs      | Ella        | buurmeisje van Jules                     |
| Sien Eggers          | Jet         | collega van Suzanne in de koekjesfabriek |
| Carly Wijs           | Jantien     | bazin van Suzanne in de koekjesfabriek   |
| Rashif El Kaoui      | Farid       | collega van Suzanne in de koekjesfabriek |
| Pieter Verelst       | Fred        |                                          |
| Elise Bundervoet     | Mireille    | medewerkster shoppingcenter              |
| Jetty Mathurin       | Elly        |                                          |
| Kürt Rogiers         | Jef         | Brandweercommandant                      |
| Siegfried De Doncker |             | beveiligingsagent                        |

## Vervolg
Op 7 december 2022 kwam het vervolg op de film uit, genaamd De Familie Claus 3.

## Productie
De film kwam rechtstreeks uit op Netflix.